# The Pinhoe Egg
The Pinhoe Egg é um livro de Diana Wynne Jones publicado em 2006.  A história se passa após Vida Encantada e um pouco depois dos acontecimentos de "Ladrão de Almas" e "O Centésimo sonho de Carol Oneir" (ambos contos em Mil Mágicas).
A história é contada a partir do ponto de vista de Marianne Pinhoe que vive em uma vila próxima ao Castelo Crestomanci e conta o que aconteceu com Gato Chant após os fatos ocorridos em Vida Encantada. 

## Sinopse
A família de Marianne Pinhoe é um clã de tradicional de bruxos que mantém sua magia em segredo, pois não querem que “Aquela Pessoa” do Castelo Crestomanci, que investiga o mal uso de magia, se meta com seus assuntos.  
Vovó Pinhoe, a matriarca do clã, parece ter ficado louca, mas Marianne não acha que ela está completamente fora de si. Ela acha que é vovó que está mandando maldições para a família Farleigh, um clã vizinho que também não querem que “Aquela Pessoa” veja o que eles estão fazendo. Até recentemente os Pinhoe e Farleighs trabalhavam juntos, mas vovó parece ter declarado guerra, deixando as coisas muito difíceis de esconder.
Enquanto isso, no Castelo Crestomanci Janet e Julia resolvem que querem um cavalo de estimação, após muita insistência Crestomanci concorda. Mas quando o cavalo chega as meninas descobrem que cuidar de um animal tão grande não é nada fácil afinal. Inesperadamente Gato Chant descobre que leva jeito com animais e adota o cavalo que chama de Syracuse.
Gato também fica amigo de Jason, que também morou no castelo quando Crestomanci era mais jovem. Ele ajuda Jason e sua nova esposa a escolher uma nova casa na vila próxima ao castelo. Eles visitam Woods House, a antiga casa da matriarca dos Pinhoe que a família colocou à venda. Nutcase o gato da vovó ainda acha que mora nessa casa então Marianne sempre tem que vir procurá-lo. Ela encontra Gato e eles procuram Nutcase por toda a casa até que chegam ao sótão, onde Gato encontra um grande ovo estranho coberto de magias “não-me-note” e ao tocá-lo ele tem certeza que é uma coisa muito valiosa.  Marianne acha que, se foi deixado para trás, é por que ninguém mais tem interesse nesse ovo velho, então deixa Gato levá-lo embora. O problema é que esse ovo é exatamente o tipo de coisa que deixaria “Aquele Homem” lá do castelo muito interessado... Isso é o que o resto do clã, principalmente a vovó, mais temem acontecer.
A família Pinhoevai ter problemas vindos por dois lados, enfrentar a vendeta com o clã rival, os Farleigh e explicar para Crestomanci o que estavam fazendo com este ovo enfeitiçado escondido no sótão por anos.

## Personagens
Marianne Pinhoe: Marianne é a protagonista principal.  Vovó Pinhoe gostaria que ela fosse a próxima matriarca da família Pinhoe, mas ela não tem interesse nisso.  Ela tem uma magia forte, mas ainda não se deu por conta disso. Ela tem muito potencial para “dwimmer", um tipo muito antigo de mágica.
Joe Pinhoe: É o irmão de Marianne que foi forçado a ir trabalhar no Castelo Crestomanci como espião da família. Ele não gosta muito disso então fica enrolando no emprego e ajudando Roger a fazer uma máquina voadora em segredo.
Eric "Gato" Chant: Gato que era solitário e desconfiava das pessoas em Vida Encantada,  começa a confiar nas pessoas do castelo e faz vários novos amigos. Uma noite Gato escuta um tremendo barulho no telhado de seu quarto e ao abrir a janela uma sombra enorme que lembra um dragão lhe conta que é a mãe do ovo, que está aprisionada por feitiço, então pede que Gato o choque. 
Roger Chant: Roger é filho de Crestomanci  e Millie. Em vez de pedir um cavalo, como sua irmã ele pediu uma bicicleta. Ele faz amizade Joe Pinhoe e os dois estão tentando inventor uma máquina voadora em segredo.  
Julia Chant: Julia é filha de Chrestomanci e Millie.  Ela e Janet resolveram que queriam um cavalo mas na hora de montá-lo acabou ficando com medo
Janet Chant: Janet é a equivalente da irmã de Gato, Gwendolen, em um dos mundos paralelos. Morava em uma casa muito normal em um mundo parecido com o nosso, mas após uma magia de Gwendolen acabou ficando no mundo de Gato. Janet queria muito ter um cavalo mas também acabou ficando com medo dele quando ele chegou.
Chrestomanci: É o título dado aos magos apontados pelo governo para controlar o uso da magia no mundo. Neste livro o Crestomanci é Christopher Chant, um homem charmoso, educado, mas muito autoritário. Gosta de usar roupas extravagantes. Christopher é pai de Roger e Julia. Gato é seu aprendiz, treinando para ser o próximo Crestomanci.
Millie: Esposa de Chrestomanci, uma mulher gentil e uma feiticeira poderosa.